# Celestino Rocha da Costa
Celestino Rocha da Costa é um político são-tomense. Durante 1988 e 1991, foi primeiro-ministro de São Tomé e Príncipe e foi um dos principais nomes do unipartidarismo pelo Movimento de Libertação de São Tomé e Príncipe – Partido Social Democrata.

## Biografia
Tornou-se membro do Movimento de Libertação de São Tomé (MLSTP) após a independência em 1976 e era até então partido único. Ele trabalhou primeiro para o Ministério da Justiça. Desde o início de 1986, foi Ministro da Educação, Trabalho e Assuntos Sociais.
Em Janeiro de 1988, uma emenda constitucional reteve o cargo de Primeiro-Ministro (Abolido em 1979), a 8 de Janeiro passou a ser Primeiro-Ministro até 7 de Fevereiro de 1991. O seu governo incluiu os que se encontravam no exílio e posteriormente Carlos da Graça como Ministro dos Negócios Estrangeiros. Em fevereiro e março de 1988, seu exército reprimiu as tentativas de golpe enquanto se encontrava no Gabão .
Após a introdução da democracia em 1990, no outono de 1990, seu partido tornou-se o MLSTP-PSD, concorreu às eleições legislativas de 1991 em 20 de janeiro e seu partido conquistou o segundo lugar com 30,5% dos votos com 21 dos 55 assentos e foi em oposição. Seu cargo de primeiro-ministro foi sucedido por Daniel Lima dos Santos Daio.

Morreu em Lisboa, Portugal, em 2010, aos 72 anos.